# 奥西莫主教座堂

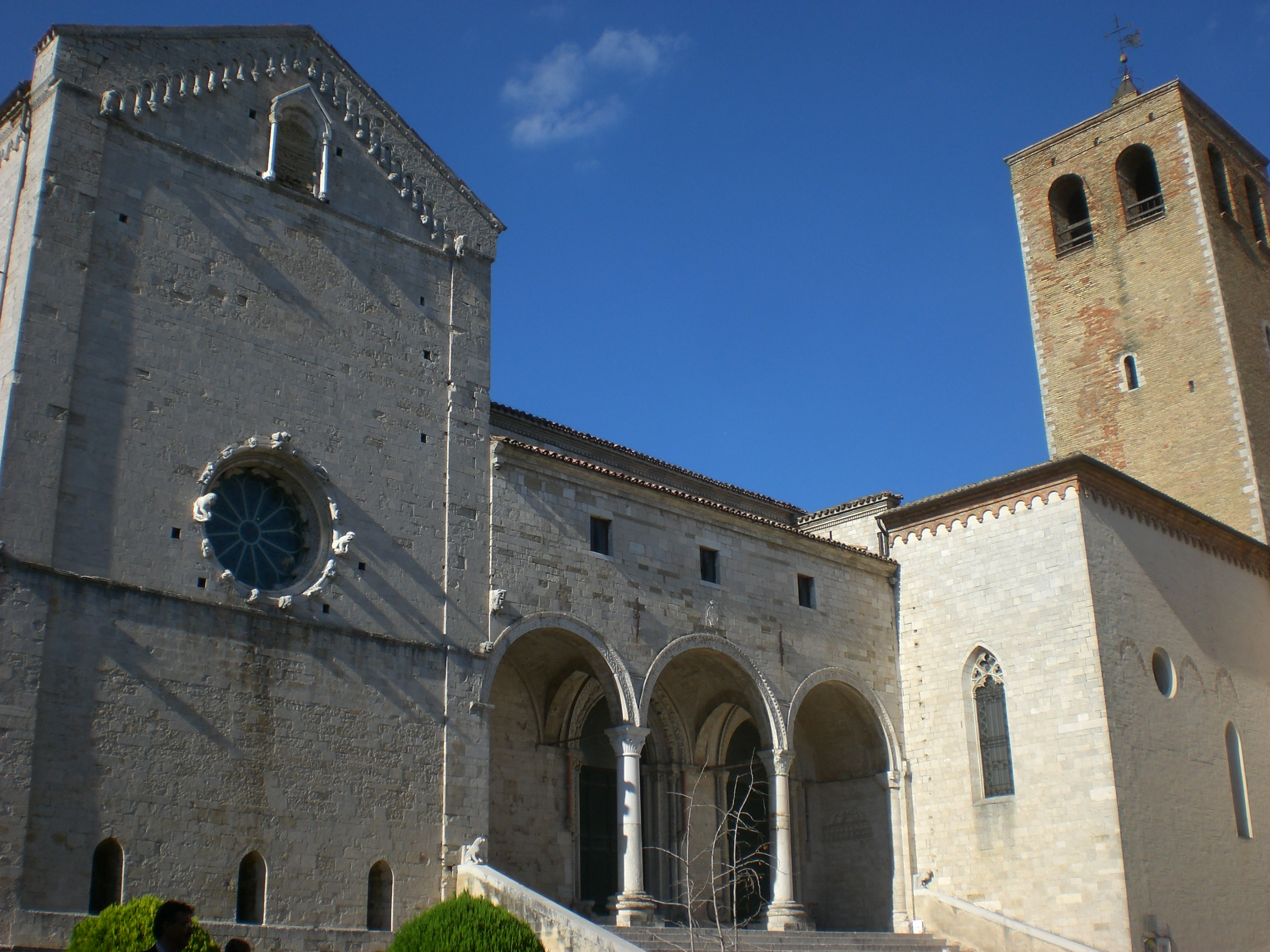
立面

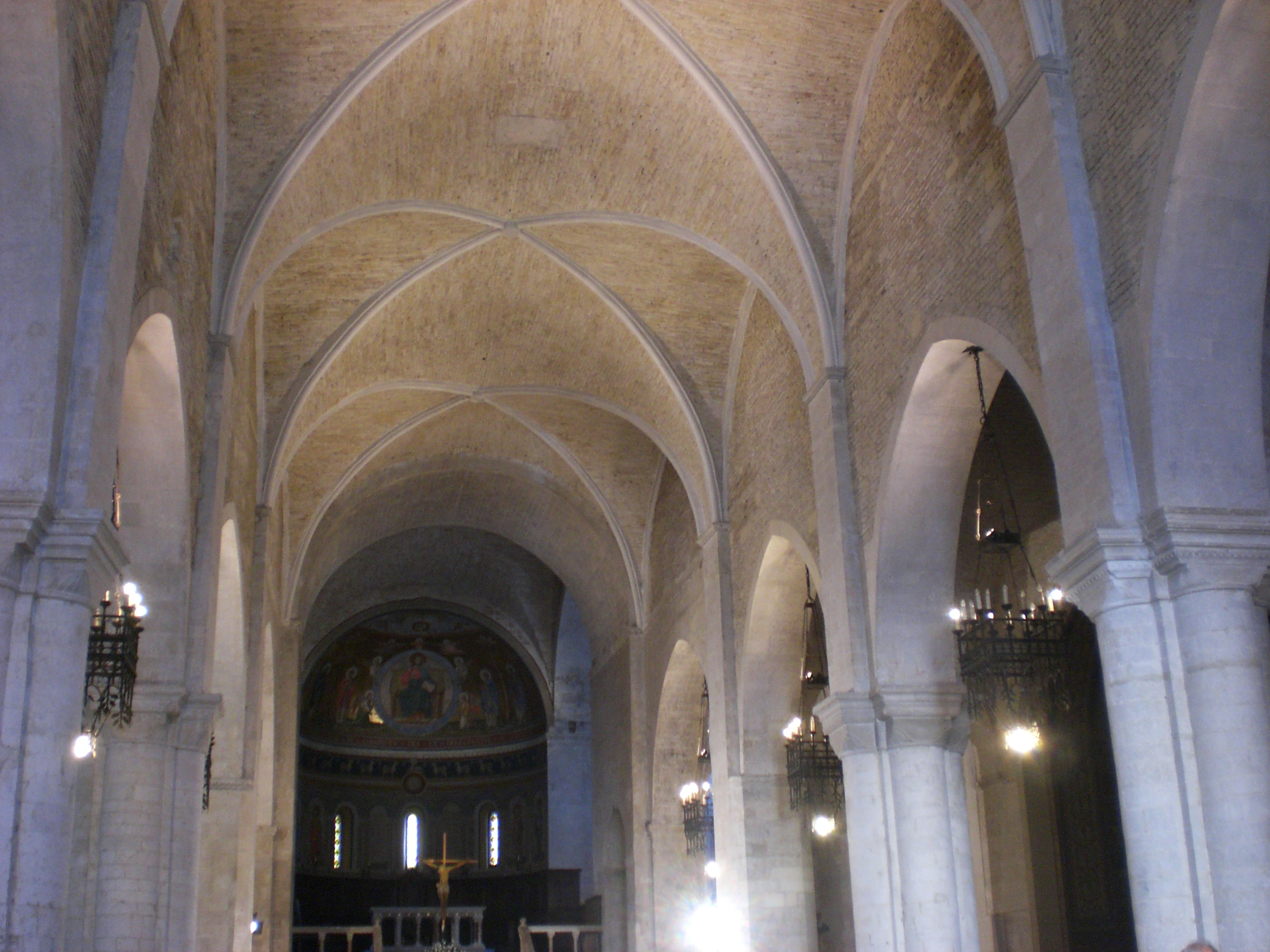
内部

奥西莫主教座堂或圣莱奥帕尔多主教座堂（義大利語：  Concattedrale di Osimo, Chiesa di San Leopardo ) 原为奥西莫教区的主教座堂， 1986 年以来是安科纳-奥西莫总教区的共主教座堂，位于意大利奥西莫，供奉第一任主教圣莱奥帕尔多。
该堂由奥西莫的第一任主教圣莱奥帕尔多创建于 5 世纪，兴建在古罗马异教神庙上。
现在的圣所和地下室系12 世纪末至 13 世纪初建造。在几个世纪中曾进行多次重建和扩建。19 世纪下半叶教堂彻底改建。
1956 年，所有的灰泥都被拆除了。
在12 世纪的地下室中，保存着多位殉道者的圣髑，以及奥西莫第一任主教圣莱奥帕尔多（4 至 5 世纪）等人的墓葬。
该堂附近是 17 世纪初的领洗池，是雷卡纳蒂的皮尔·保罗和塔基尼奥·雅各梅蒂的作品，格子天花板由耶西的安东尼奥·萨尔蒂设计。
该堂中展示的木制十字架，它起源于詹蒂莱主教时代。据说在 1797 年 7 月 2 日，许多目击者看到钉在十字架上的基督的眼睛在移动，因此 7 月 2 日成为了一个纪念的节日。